# (4345) Rachmaninoff
(4345) Rachmaninoff (1988 CM2) – planetoida z pasa głównego asteroid okrążająca Słońce w ciągu 4,95 lat w średniej odległości 2,9 j.a. Odkryta 11 lutego 1988 roku.